# Ulnowo
Ulnowo ("Faulen" en allemand) est un village polonais de la voïvodie de Varmie-Mazurie, dans le powiat d'Ostróda. Sa population est d'environ 100 habitants.
Dans les années 1975-1998 la ville appartenait administrativement à la province d'Olsztyn.
Le village est devenu célèbre lors de la Guerre du royaume de Pologne-Lituanie contre l'Ordre Teutonique. En effet le 15 juillet 1410, se déroula près du village, à l'ouest entre Ulnowo et Grunwald, la bataille de Grunwald connu également sous le nom de bataille de Tannenberg entre troupes du roi de Pologne Ladislas II Jagellon et les Chevaliers teutoniques de l'Ordre de Livonie.

## Géographie
Ulnowo se situe sur la frange occidentale du plateau des lacs Mazures, à environ 15km du Dylewska Góra, le point culminant de ce plateau (312m).
La dernière glaciation a créé un modelé morainique, ce qui explique la présence de nombreux lacs.
Le climat est de type tempéré de transition. La pluviométrie est d'environ 600mm, pour 160 jours de pluie par an. La température moyenne annuelle est de 7 °C avec un maximum en juillet de l'ordre de 17° et un minimum en janvier d'environ -3°. Il y gèle en moyenne 145 jours par an et la couverture neigeuse dure en moyenne 85 jours.

## Histoire
Historiquement, la région d'Ulnowo faisait partie du sud de la Prusse-Orientale. La région allemande fut annexée par la Pologne en 1945 sous le nom de Voïvodie de Varmie-Mazurie et sa population expulsée.